# إبراهيم عبد الوهاب
إبراهيم عبد الوهاب محي الدين أبو أحمد (17 أكتوبر 1980 بالعجوزة -) عضو مجلس النواب 2015 وعضو مجلس الشعب السابق وعضو مؤسس بحزب المصريين الأحرار. يعمل محامياً بالاستئناف العالي ومجلس الدولة. له العديد من المشاركات في الحياة العامة وشارك في عدد من الأنشطة السياسية في القاهرة والإسكندرية.

## حياته
ولد في 17 أكتوبر 1980 في العجوزة بالجيزة، ونشأ وتربى في فيكتوريا بالإسكندرية لأبوين مصريين، وهما المهندس «عبد الوهاب محي الدين أبو أحمد» والسيدة «يسرية أحمد عبد الرحيم باشا»، وله شقيقين وهما مدير التسويق محمد عبد الوهاب والدبلوماسي بوزارة الخارجية المصرية عمرو محي الدين وله شقيقة وهي المهندسة أمل عبد الوهاب ومتزوج من نشوى لاشين وله ولد ياسين.
بدأ حياته الدراسية بكلية فيكتوريا وحصل على الثانوية العامة من مدرسة الناصرية، ثم حاز على شهادة الليسانس من كلية الحقوق بجامعة الإسكندرية. حصل على دبلوم دراسات برلمانية من كلية الاقتصاد والعلوم السياسية - جامعة القاهرة، ودبلوم التحكيم التجاري الدولي ودورة تدريبية في الأداء البرلماني من مجلس العموم
حصل على العديد من الدورات في مجال مبادي حقوق الإنسان وإدارة الحملات الانتخابية واعداد الكوادر الشبابية

## عمله السياسي
إبراهيم عبد الوهاب عضو مؤسس في حزب المصريين الأحرار. كون هذا الحزب مجموعة من رجال الأعمال والسياسة والشخصيات العامة في أبريل 2011. من أهم ركائز حزب المصريين الأحرار أنه حزب مدني يبرز الهوية المصرية التي تجمع كل المصريين تحت مظلة واحدة أساسها: الحرية والعدالة الاجتماعية.

### عضو مجلس النواب 2015
فاز في انتخبات مجلس النواب بدائرة المنتزة أول في الإسكندرية، في ظل منافسة شرسة مع 51 مرشح منهم مرشحي حزب النور ومرشحي الحزب الوطني المنحل .
وبعد الجولة الأولى خرج 43 مرشح منهم عماد رطبة عضو مجلس الشوري السابق «الحزب الوطني المنحل»  و عبد الله بدران امين حزب النور بالإسكندرية ووكيل مجلس الشوري السابق.
وفي الجولة الثانية استطاع الفوز وهزيمة علي سيف عضو مجلس الشعب السابق عن 3 دورات «الحزب الوطني المنحل» وعبد الحليم محروس «حزب النور» 
 انضم للجنة العلاقات الخارجية بمجلس النواب 2016

### عضو مجلس الشعب السابق 2012
فاز في انتخابات مجلس الشعب 2012 عن تحالف الكتلة المصرية (حزب المصريين الاحرار)بالدائرة الأولي (المنتزة-الرمل- سيدي جابر) في الإسكندرية، وكان أبرز منافسيه في الانتخابات صبحي صالح المحامي والبرلماني على رأس قائمة حزب الحرية والعدالة وأشرف ثابت وكيل مجلس الشعب علي رأس قائمة حزب النور. وكان يعد آنذاك أحد أصغر النواب سنا - 31 سنة. انضم للجنة الشباب بمجلس الشعب 2012

## عملة الحزبي
- عضو الهيئة العليا بحزب المصريين الأحرار : عقد المؤتمر العام الأول للحزب في 10 مايو 2013 تم انتخابه بالهيئة العليا للحزب (100 فرد).
- عضو سابق في المكتب السياسي للحزب: تم اختياره ضمن المكتب السياسي للحزب وهو يتكون من رئيس الحزب والسكرتير العام و6 أعضاء في مايو 2013 .

- عضو لجنة الانضباط الحزبي بالحزب
- عضو لجنة إدارة الحزب بالإسكندرية
- عضو مؤسس بحزب المصريين الاحرار
- أمين عام لجنة التثقيف والتدريب سابقا بالحزب في الإسكندرية 2011

شغل إبراهيم منصب أمين عام لجنة التثقيف والتدريب بالحزب في الإسكندرية وساهم في إعداد البرامج التدريبية في مجالات المشاركة السياسية والتثقيف السياسي لشباب الإسكندرية

## المشاركات في المؤتمرات الدولية
- المؤتمر الدولي «نحو الحرية» باريس 2013 بمشاركة 	وفود برلمانية من كافة الدول
- المؤتمر الدولي «الدفاع عن حقوق سكان مخيم أشرف» باريس 2014 بمشاركة ممثلي البرلمان الاوروبي والأمم المتحدة
- المشاركة في اجتماعات «التحالف العربي للحرية والديمقراطية» ممثلا عن حزب المصريين الأحرار الرباط 2012وعمان 2012 وبيروت 2013 والقاهرة 2014
- المشاركة في اجتماعات « اتحاد الشباب العربي للحرية والديمقراطية » ممثلا عن حزب المصريين الأحرار الرباط 2014 بحضور ممثلي أحزاب ليبرالية من المملكة المتحدة وهولندا وبيروت 2016 [8]
- مشاركة في ورشة عمل لتطوير العشوائيات اليابان 2016 وزيارة 	البرلمان الياباني والخارجية اليابانية[9]
- المشاركة في مؤتمر دولي باريس 2016 وزيارة 	البرلمان الفرنسي[10]